# Diritto di Lubecca
Il diritto di Lubecca (in tedesco Lübische Recht) è una raccolta di norme che regolava i privilegi concessi alla città di Lubecca, divenuta "Città libera di Lubecca", che furono estesi successivamente ad altre 100 città del Baltico, nel XII secolo.

## Natura
Enrico il Leone concesse alla città di Lubecca numerosi privilegi che dal 1160 ne fecero una "città libera". Di qui si sviluppò, sotto la responsabilità dei consiglieri, il cosiddetto corpo del diritto di Lubecca. Questo univa le consuetudini giuridiche della Vestfalia con quelle dell'Holstein ed incorporò, in materia di diritto della navigazione nel Mar Baltico, le basi del diritto dei Vichinghi e di quello della città anseatica di Visby. Fu la sola città tedesca, che dopo l'introduzione del diritto romano in Germania si ribellò e fino alla fine del XIX secolo mantenne la sua legislazione germanica originale.
Una prima raccolta come Codice vide la luce nel 1294, su iniziativa del cancelliere di Lubecca Alberto di Bardewik. Su incarico del borgomastro di Lubecca, Tidemann von Güstrow, nel 1348 esso venne redatto dal vicario del Duomo Helmicus Thymmonis e chiamato successivamente anche Tideman Güstrowscher Kodex. Nel 1586 la legislazione fu riveduta e stampata per la prima volta in altotedesco da Giovanni Balhorn. Nel suo contenuto giuridico costituzionale, esso venne modificato solo con la riforma giuridica del 1665 (Kassarezess) e quella di poco successiva del 1669 (Bürgerrezess) e codificato come allegato.
Esso rimase valido per gran parte nella zona ove si era diffuso, fino al 1900, allorché venne sostituito dal Bürgerliches Gesetzbuch (il al Codice civile dell'Impero germanico).
Contro le decisioni delle città ove si applicavano il diritto di Lubecca, vi era il diritto di appello alla Corte suprema di Lubecca.

## Le norme di governo della città
La legge prevedeva che il governo della città fosse affidato ad un Consiglio (Rat) di 20 membri (Ratsherrn, lett.: "signori del consiglio"), i quali non venivano eletti dai cittadini ma nominati ciascuno da ognuna delle gilde dei mercanti della città. La durata del mandato era teoricamente biennale, ma il consiglio poteva chiedere ad un consigliere di continuare il suo incarico, il che accadeva regolarmente e conduceva ad un incarico praticamente a vita. Il consiglio eleggeva poi tra i suoi membri fino a quattro Borgomastri, che condividevano i poteri di governo. Il "primo borgomastro", in genere il più anziano di loro, agiva come primus inter pares. I borgomastri rimanevano in carica fin che potevano e vi sono ben pochi casi nel medioevo in cui un borgomastro di una città della Lega anseatica fosse stato giustiziato per cattiva politica.
Il modello di governo della città prevedeva che solo i più esperti, influenti e di successo, e pochi avvocati, chiamati "sindaci", divenissero membri del consiglio. Vigeva anche la regola che del consiglio non potevano far parte nel medesimo tempo padri, figli o fratelli di consiglieri, per evitare che famiglie importanti potessero condizionare troppo la politica cittadina.

## Città che applicarono il diritto di Lubecca
- 1188 Amburgo (incerto se si tratti di città con diritti autonomi ed indipendenti, che somigliassero a quello di Lubecca, ad essa collegati solo per motivi socio-culturali (prima della stampa del diritto di Lubecca o dopo.)
- 24 giugno 1218 Rostock
- 1226 Wittenburg
- 1234 Stralsund
- 1235 Oldenburg
- 1236 Plön
- 1238 Bad Oldesloe
- 1238 Itzehoe
- 1242 Kiel
- 1243 Tondern
- 1244 Neustadt und Segeberg
- 1246 Elbing
- 1248 Reval
- 14 maggio 1250 Greifswald
- 1250 Rendsburg
- 1252 Dirschau
- 1253 Kalen
- 1253 Damgarten
- 1255 Kolberg
- 1255 Barth
- 1257 Eutin
- 5 giugno 1257 Cracovia
- 1258 Memel
- prima del 1263 Danzica
- 1266 Köslin
- 1282 Wolgast
- 1282 Wilster
- 1º aprile 1284 Braunsberg
- 1285 Tribsees
- 1287 Grimmen
- 1292 Anklam (presumibilmente diritto di Magdeburgo)
- 12 giugno 1302 Wesenberg
- 13 aprile 1305 Heiligenhafen
- 1309 Naugard
- 9 settembre 1310 Stolp
- 1310 Neustettin
- 1310 Frauenburg[1]
- 21 maggio 1312 Rügenwalde
- 22 maggio 1317 Schlawe
- 1343 Zanow
- 1613 Bergen (Rügen)
- Hapsal
- Nowgorod
- Polnow (verso il 1613)
- Wismar
- Riga